# Фильц, Мариан
Мариан Фильц (словац. Marian Filc; 16 сентября 1948 года, Братислава, Чехословакия — 9 февраля 1993 года, Вена, Австрия) — фигурист из Чехословакии, участник зимних Олимпийских игр 1968 года в мужском одиночном катании, победитель турнира на призы газеты «Московские новости» 1967 года. Брат хоккейного тренера Яна Фильца. Эмигрировал в Австрию. Умер от инфаркта миокарда.

## Спортивные достижения
| Соревнования/Сезоны              | 1962-63 | 1963-64 | 1964-65 | 1965-66 | 1966-67 | 1967-68 | 1968-69 |
| -------------------------------- | ------- | ------- | ------- | ------- | ------- | ------- | ------- |
| Зимние Олимпийские игры          |         |         |         |         |         | 10      |         |
| Чемпионаты мира                  |         |         |         |         | 14      | 15      | 9       |
| Чемпионаты Европы                | 21      |         | 13      | 8       | 10      | 7       | 8       |
| Приз газеты «Московские новости» |         |         |         |         |         | 1       |         |